# 细女星
细女星（116 Sirona）是第116颗被人类发现的小行星，于1871年9月8日发现。细女星的直径为71.7千米，质量为3.9×1017千克，公转周期为1683.220天。
細女星以凱爾特神話的治癒之神希羅納命名。